# Jerzy Kępiński
Jerzy Kępiński (Budziska, 1948) es un sacerdote católico polaco, religioso trinitario, misionero y restaurador de su orden en Polonia.

## Biografía
Jerzy Kępiński nació en Budziska, en 1948. Ingresó primero al seminario diocesano de su ciudad natal, del cual se retiró por no haber querido quitarse la barba. Conoció la Orden de la Santísima Trinidad y de los Cautivos e ingresó en el convento de San Crisógono en Trastevere en Roma. Fue enviado como misionero a Madagascar, donde trabajó por tres años, como párroco de una iglesia de más 30.000 habitantes y 12.000 km².
En 1986 el consejo general de la Orden le encargó la restauración de la misma en Polonia. Los trinitarios polacos fueron suprimidos en tiempos de la invasión rusa. Kępiński fundó la primera comunidad en Budziska, en los terrenos que había heredado de sus padres. Allí comenzó a recibir a los primeros candidatos. Activó la pastoral con la apertura de un centro de rehabilitación para sacerdotes alcohólicos y la pastoral carcelaria. Kępiński  es conocido políglota por dominar ocho idiomas. Por mucho tiempo fue el único trinitario polaco, pero en la medida en que los jóvenes aspirantes comenzaban a ordenarse se pudo reactivar la comunidad de Budziska y fundar una nueva en Cracovia. Fue nombrado ministro (superior) nacional.
Jerzy Kępiński es el protagonista del documental The One That Smells (dirigido por Aleksander Dyl).